# 四要駅
四要駅（サヨえき、사요역）は、現在の大韓民国江原特別自治道鉄原郡に存在した金剛山電気鉄道の駅（廃駅）である。

## 歴史
- 1924年11月1日：四要里駅として開業[1]。
- 日時不明：四要駅に改称。
- 1950年：朝鮮戦争により廃止。